# Egeland (Dakota del Norte)
Egeland es una ciudad ubicada en el condado de Towner en el estado estadounidense de Dakota del Norte. En el censo de 2010 tenía una población de 28 habitantes y una densidad poblacional de 28,75 personas por km².

## Geografía
Egeland se encuentra ubicada en las coordenadas 48°37′39″N 99°5′53″O / 48.62750, -99.09806. Según la Oficina del Censo de los Estados Unidos, Egeland tiene una superficie total de 0.97 km², de la cual 0.97 km² corresponden a tierra firme y (0%) 0 km² es agua.

## Demografía
Según el censo de 2010, había 28 personas residiendo en Egeland. La densidad de población era de 28,75 hab./km². De los 28 habitantes, Egeland estaba compuesto por el 89.29% blancos, el 0% eran afroamericanos, el 10.71% eran amerindios, el 0% eran asiáticos, el 0% eran isleños del Pacífico, el 0% eran de otras razas y el 0% pertenecían a dos o más razas. Del total de la población el 0% eran hispanos o latinos de cualquier raza.